# Comuna Iurkivka, Tulciîn
Iurkivka (în ucraineană Юрківка) este o comună în raionul Tulciîn, regiunea Vinnița, Ucraina, formată din satele Iurkivka (reședința) și Stanislavka.

## Demografie
Componența lingvistică a satului Iurkivka
     Ucraineană (98,68%)
     Rusă (1,13%)
     Alte limbi (0,19%)
Conform recensământului din 2001, majoritatea populației satului Iurkivka era vorbitoare de ucraineană (98,68%), existând în minoritate și vorbitori de rusă (1,13%).